# Miombosavannezanger
De Miombosavannezanger (Calamonastes undosus; synoniem: Camaroptera undosa) is een zangvogel uit de familie Cisticolidae.

## Verspreiding en leefgebied
Deze soort komt voor in oostelijk-centraal Afrika en telt vier ondersoorten:
- C. u. cinereus: Congo-Brazzaville, westelijk Congo-Kinshasa, noordelijk Angola en noordwestelijk Zambia.
- C. u. huilae: het westelijke deel van Centraal-Angola.
- C. u. katangae: zuidoostelijk Congo-Kinshasa en noordelijk Zambia.
- C. u. undosus: Rwanda, Burundi, Tanzania en Kenia.

## Status
De grootte van de populatie is niet gekwantificeerd maar de soort wordt omschreven als plaatselijk algemeen. Op de Rode lijst van de IUCN heeft deze soort de status niet bedreigd.